# Сантюль I д’Астарак

Графство Астарак на карте Гаскони

Сантюль I (окситан. Centolh d’Astaragues; ум. не ранее 1234) — граф Астарака с ок. 1211 года. Некоторые историки предполагают, что он мог быть сыном Витала де Монтегю, так как имел обширные владения в Кузеране. В документе 1230 года он назван «Centulum d’Astarac filium nominati Vitalis». Другие считают Сантюля I сыном графини Беатрикс (ум. после 1200) и её первого мужа Родриго Хименеса (ум. 1191). Его имя предполагает возможное родство с графами Бигорра или виконтами Беарна. На то, что он был внуком астаракского графа Боэмона (ум. 1176) и его жены Руж де Марсан, указывает ономастика - Сантюль I назвал старшего сына в честь деда, а одну из дочерей - в честь бабки.
Сантюль впервые упоминается с титулом графа в документе аббатства Берду от 1211 года. Участвовал в Реконкисте (Битва при Лас-Навас-де-Толоса, 1212 год).
В 1219 году во время Альбигойских войн защищал от крестоносцев Амори де Монфора принадлежавший тулузскому графу город Марманд. Когда войска Монфора получили подкрепление от армии короля Людовика VIII, Сантюль был вынужден сдать город и оказался в плену. Крестоносцы устроили в Марманде резню, в ходе которой погибло 5 тысяч человек.
Сантюль был освобожден из заключения в результате обмена пленными.
В апреле 1229 года принес ленную присягу королю Людовику IX.
Последний документ, подписанный Сантюлем I, датирован 5 февраля 1234 года. Вероятно, в том же году он умер.
Сантюль был женат на Сеньис де Ломань (Segnis de Lomagne), по некоторым данным — дочери графа Жеро IV д’Арманьяк или Бернара V д’Арманьяк. Дети:
- Боэмон, упоминается в завещании 1230 г. как старший сын, умер в молодом возрасте
- Сантюль II (ум. 1249), граф Астарака
- Руж, упоминается в завещании
- Беатрикс, упоминается в завещании
- Бернар IV (ум. 1291), граф Астарака.